# اس‌ام یو-۱۵۷
اس‌ام یو-۱۵۷ (به انگلیسی: SM U-157) یک زیردریایی بود که طول آن ۶۵ متر (۲۱۳ فوت) بود. این زیردریایی در سال ۱۹۱۷ ساخته شد.